# フォーカス・アット・ザ・レインボー
『フォーカス・アット・ザ・レインボー』(Focus at the Rainbow)は、オランダのプログレッシブ・ロック・バンド、フォーカスが1973年に発表した初のライブ・アルバム。1973年5月5日のロンドン公演の模様が収録されている。

## 解説
フォーカスは1973年3月から4月にかけて大規模なアメリカ・ツアーを行い、続いて5月4日にイギリス・ツアーを開始した。5月4日と5日にはロンドンのレインボー・シアターで2日連続公演が行われ、5日の演奏が本作に収録された。コンサートの模様は同年7月にBBC2で放映された。
サイアー・レコードから発売されたアメリカ盤LP (SAS-7408)は、タイトルがFocus Live at the Rainbowに変更され、ジャケットもメンバーの写真を載せた独自のデザインとなった。
「悪魔の呪文（くり返し）」の冒頭部分は、1972年にベルト・ライテルを新しいベーシストに迎えて録音された'Hocus Pocus II'である。

## 反響・評価
母国オランダでは1973年10月27日付のアルバム・チャートで初登場10位となり、翌週に最高9位を記録した。ノルウェーでは1973年第47週のアルバム・チャートで22位を記録。全英アルバムチャートでは5週チャート圏内に入り、最高23位となった。
ベン・デイヴィーズはオールミュージックにおいて5点満点中3点を付け、アルバム全体に関しては「パフォーマンスはとにかく驚くしかない」、「悪魔の呪文」に関しては「スタジオ版の何倍も速く、スタジオ版しか知らない人々は、間違いなく衝撃を受けるだろう」と評している。

## 収録曲

### サイド1
1. フォーカスIII - "Focus III" (Thijs van Leer) - 3:54
2. アンサーズ? クエッションズ! クエッションズ? アンサーズ! - "Answers?  Questions!  Questions?  Answers!" (Jan Akkerman, Bert Ruiter) - 11:28
3. フォーカスII "Focus II" (T. van Leer) - 4:36

### サイド2
1. イラプション（抜粋） - "Eruption (Excerpt):" (Tom Barlage, T. van Leer) - 8:28
  - オルフェス - "Orfeus"
  - アンサー - "Answer"
  - オルフェス - "Orfeus"
  - アンサー - "Answer"
  - パピラ - "Pupilla"
  - トミー - "Tommy"
  - パピラ - "Pupilla"
2. 悪魔の呪文 - "Hocus Pocus" (J. Akkerman, T. van Leer) - 8:30
3. シルヴィア "Sylvia" (T. van Leer) - 2:47
4. 悪魔の呪文（くり返し） - "Hocus Pocus (Reprise)" (J. Akkerman, T. van Leer) - 2:50

## パーソネル
- タイス・ファン・レール – ハモンドオルガン、フルート、ボーカル
- ヤン・アッカーマン – ギター
- ベルト・ライテル – ベース、バッキング・ボーカル
- ピエール・ファン・デル・リンデン – ドラムス

## DVD
2020年に発売されたCDボックス『50イヤーズ: アンソロジー 1970-1976』に、Focus at the Rainbow (May 1973)と題された本作のDVD映像が収録された。本作の収録曲全ての演奏映像に加えて、当日のステージから、1971年1月にシングルで発表されてヨーロッパでヒットした「ハウス・オブ・ザ・キング（英語版）」と、アッカーマンのリュート独奏によるジョン・ダウランド作曲の'Britannia'の映像が収録され、合計時間は47分28秒である。